# Märjamaa (ciruela)
Märjamaa es una variedad cultivar de ciruelo (Prunus domestica), de las denominadas ciruelas europeas.
Una variedad de ciruela de la que se desconoce el origen exacto de procedencia.
Las frutas de tamaño pequeño de forma redondeada, su epidermis con un color principal amarillo verdoso con manchas parduscas, que se cubre de rosado ciclamen en la mayor parte de la superficie del fruto, recubierta de pruina blanquecina, muy fina, y pulpa de color amarillo verdoso, suave y con un agradable sabor agridulce.

## Historia
'Märjamaa' variedad de ciruela europea que se desconoce su origen exacto de procedencia. Existen dudas sobre el origen de la variedad, según Kalju Kase, es una variedad cultivada de Estonia. No se registró como variedad conocida hasta 2013. Se encuentra incluida en la lista de variedades recomendadas desde 1994 como variedad de huerto doméstico.
Para el nombre de la variedad, se ha utilizado la ortografía de los nombres de las variedades según las normas del idioma estonio, y lleva el nombre del municipio estonio Märjamaa.

## Características
'Märjamaa' es un árbol de crecimiento medio a fuerte, con una copa ligeramente extendida. La variedad es autopolinizante, de alto rendimiento (rendimiento promedio por árbol de 30 a 40 kg por árbol) con buena resistencia al invierno y tolerante al lugar de crecimiento. También es común en Estonia como raíz nativa. En la década de 1990, Asta Kask recomendó la variedad como uno de los mejores polinizadores para las variedades de floración tardía 'Liivi Kollane Munaploom' y 'Polli munaploom'. Flor blanca, que tiene un tiempo de floración que comienza a partir del 13 de abril con el 10% de floración, para el 17 de abril tiene una floración completa (80%), y para el 29 de abril tiene un 90% de caída de pétalos.
'Märjamaa' tiene una talla de tamaño pequeño de 11 a 25 g en promedio, redondeada, ligeramente asimétrica, su epidermis con un color principal amarillo verdoso con manchas parduscas, que se cubre de rosado ciclamen en la mayor parte de la superficie del fruto, recubierta de pruina blanquecina, muy fina; sutura con línea poco visible, de color algo más oscuro que el fruto; pedúnculo de longitud mediano a largo, con una longitud promedio de 11.05 mm; pulpa de color amarillo verdoso, suave y con un agradable sabor agridulce. La fruta contiene un promedio de 16% de sólidos del jugo, 8-9% de azúcares, 2% de ácidos y 7 mg de ácido ascórbico por cada 100 g de peso crudo.
Hueso semi adherente, la semilla está parcialmente encerrada en la pulpa, mediano, alargado, asimétrico, con surco dorsal, zona ventral poco sobresaliente, superficie rugosa.
Su tiempo de recogida de cosecha se inicia en su maduración media o tardía.

## Usos
Son buenas como ciruelas frescas de postre en mesa, también apto para hacer compota.